# 野田小4女児虐待事件
野田小4女児虐待事件とは、2019年1月24日に千葉県野田市で発生した、小4（10才）女児が両親より継続的な虐待を受け、自宅浴室で死亡した事件。
国の指針に反して児童相談所での一時保護が解除されたことや、父親からの虐待を訴える女児の学校アンケートの内容が父親に渡されたことなどが問題視された。

## 概要
2019年1月24日、小4女児の父親の通報で駆けつけた救急隊員が、自宅浴室で女児が倒れているのを発見し、のちに自宅で死亡が確認された。女児は父親から首付近を鷲づかみにされる、冷水のシャワーを浴びせられる、髪を引っ張られるなどの暴行を受けた疑いがあり、その後、千葉県警は1月25日に父親を、2月4日に母親を、傷害の容疑でそれぞれ逮捕した。女児には痣があり、その痣は腹部など服の上から見えない部分に集中していたため、父親が虐待が発覚しないように暴力を加える箇所を選んでいた可能性があるとみて捜査が行われた。父親の供述によれば、休まずに立たせる暴行は13時間に渡って続いたと報じられている。母親の供述によれば、死亡する2日前には父親が女児を起こして立たせ、眠らせないことがあったとされる。2月9日には、スマートフォンで撮影したとみられる、女児が泣いている姿が映った動画が父親の所持していた記録媒体から発見されたことが明かされた。
2019年3月6日、千葉地方検察庁は父親を傷害致死罪と傷害罪で、母親を傷害ほう助罪でそれぞれ起訴した。起訴の時点では2人の罪状の認否は明らかにされていない。
2019年6月26日、母親に懲役2年6ヶ月（保護観察付き執行猶予5年）の判決が下され後日確定。
2020年3月19日、父親の裁判員裁判で、千葉地裁は懲役16年（求刑懲役18年）の判決を言い渡した。父親は裁判で「虐待はあった」との認識は示しつつ、女児が死に至るまでの大半の暴行を否定していたが、地裁は生前の女児の訴えや母親の証言について「十分信用できる」と指摘し、被告の供述については「不自然、不合理」とし、「反省や謝罪の言葉を述べるものの、（娘や妻に）責任を転嫁し、自らの罪に向き合っているとは言えず、反省は見られない」と指弾した。
2020年3月31日付で、父親は1審判決を不服として東京高裁に控訴した。
2021年3月4日、控訴審判決公判が東京高裁で開かれ、懲役16年とした１審千葉地裁の裁判員裁判判決を支持、被告の控訴を棄却した。
2021年3月19日、期日までに検察、弁護側が上告しなかったため、東京高裁判決が確定した。懲役16年。

## 経緯
公判での母親などの証言によれば2007年6月頃、沖縄県出身の母親が当時勤めていた沖縄県内の会社に父親が入社したことで知り合い、翌年に2人は被害女児を授かり入籍した。父親は母親が家族や友人を連絡を取るのを嫌がり、車の運転を禁止するなどの束縛がエスカレートしたため、2011年10月に家族の反対もあり離婚。しかしその約5年後に2人は再婚した。
父親の母親への束縛や暴力はさらにひどくなり、その後母親は二女を出産後精神科に入院。2017年7月には当時一家が住んでいた沖縄県糸満市に、母親の親族から「妻が夫から暴力を受けている。子ども（被害女児）も恫喝されている」と相談があったが、母親が入院していたことから市はDVの有無を確認できなかった。同月には女児が発熱したとの連絡が学校から父親にあったことをきっかけに、父親は母親の実家に預けられていた女児と二女を連れて自分の実家のある千葉県野田市に引っ越し、母親も後を追い引っ越した。

### 一時保護
女児は2017年11月6日に野田市の小学校で行われたアンケートに、「お父さんにぼう力を受けています。夜中に起こされたり、起きているときにけられたり、たたかれたりしています。先生、どうにかできませんか。」と自由記入欄に回答していた。柏児童相談所は、虐待を受けている可能性が確実であるとして、翌日には児童相談所が女児を一時保護していたが、12月27日に一時保護が解除され、女児は父親の親族宅に預けられた。
2018年1月9日の登校日に女児が登校しなかったため、12日には学校と市教委指導課の担当者が両親と面会したが、父親は「暴力はふるっていない」「訴訟を起こす」などと話し、学校側がアンケートの内容を伝えると、父親はコピーを渡すよう要求。市教委は「本人の同意がないと見せられない」といったん拒否したが、父親は情報開示を約束させる「念書」を要求し、翌13日に学校は父親の求めるままに念書を提出した。15日には父親が女児の同意書を持って来たため、市教委の判断でアンケートのコピーを渡した。18日、女児は市内の別の小学校に転校した。女児の同意書は母親が女児に書かせたもので、母親は「お父さんに叩かれたというのは嘘です」「ずっと前から早く（両親と妹の）4人で暮らしたいと思っていました」「児童相談所の人にはもう会いたくないので、来ないでください。会うと嫌な気分になるので、今日でやめてください」などとする児相宛ての手紙も女児に書かせていた。文面は父親が考えたものであった。この手紙は2月26日に児相職員が父親の親族宅を訪れた際に父親から手渡され、児相は書面を不審に思っていたが女児に確認することなく、2日後に両親宅への帰宅を認める決定を下していた。3月19日に手紙を不審に思った職員が小学校で女児と面会。女児は手紙が父親の意向で書かされたことを打ち明けた一方、「お父さん、お母さんに早く会いたい、一緒に暮らしたいと思っていたのは本当のこと」とも述べ、この日を最後に児相職員が女児を訪れることはなかった。
児相は父親が女児に文書を書かせたことについて、市教委や学校に知らせていなかった。また、親族宅から自宅に戻ったことも学校に知らせておらず、学校側は2か月後の2018年5月に児相に確認したことで女児が自宅に戻ったことを把握した。また、2018年4月に児童福祉司が交代した際、「女児が元気でいることが一定期間確認できれば、児相として関与を終える」との内容の手紙を児童福祉司が児相の決定を経ずに父親に送っていたほか、このことは市に伝えられていなかった。

### 一時保護解除後
2018年7月16日に両親がLINEで交わしていたメッセージには、「明日学校どうする？」「左ひじ、太もも、おしりにまだ痣があるよ」との母親の投稿に対し、父親が「太ももにもあるの」「明日も休ます？」と応じており、これについて後に母親は公判で父親の暴力によるもので、虐待という認識があったと述べていた。7月30日早朝には父親は自宅浴室で女児に排便させ、排泄物を右手に持たせてスマートフォンで撮影していた。
9月2日には女児が「おうちにいたくない」と母親に訴えたため父方の祖父母宅に預けられた。12月には小学校が保護者面談を行い、両親が参加したが、虐待の兆候は確認できなかった。女児は12月25日にクリスマスパーティーに合わせ祖父母宅から自宅に戻り、その後ほどなく父親は女児の体を床に打ち付けるなどし、肋骨骨折などのけがを負わせた。母親の証言によれば父親の虐待が激しさを増したのはこの頃であった。また、2019年1月1日頃に父親は母親にもけがを負わせた。
1月7日に新学期が始まったが、虐待の発覚を恐れた父親は学校を休ませ、女児を自分の実家にも連れて行かなかった。同日と11日に父親は学校に対し、「沖縄にいる」「曽祖母の体調が悪い。登校は2月4日になる」などと連絡していた。1月21日には児相からの電話に学校が「2月4日まで沖縄に帰省」と回答。22日に行なわれた要保護児童対策地域協議会の会議では女児は議題に上がらなかった。
その後父親は1月22日夜の食事を最後に、同日から24日にかけて女児に十分な食事や睡眠を与えず、浴室に立たせ続けたり冷水シャワーを掛けたりするなどして女児は死亡に至った。また、母親は公判で女児に食事を作らなかった理由について、「夕食を作ろうとすると父親に止められるから」とし、父親から「まさか○○（女児）にご飯食べさせてないよね？」と問われたとも説明していた。
父親はインフルエンザに罹患したため22日から会社を休んでおり、同日午後10時にはリビングで女児を立たせていた。23日には風呂場や玄関で裸足のまま駆け足をするよう命じた。同日夜には女児が脱衣所で失禁したため、翌朝まで立つように指示した。24日午後1時頃には父親が女児に肌着を脱ぐよう命じ、ボウルにくんだ冷水を頭からかけたりしているのを母親が目撃していた。母親によれば同日夜10時ごろ、女児が寝室に入ると、寝ていた父親が起きて「寝るのは駄目だから」と廊下へ引っ張りだし、その後ドンと大きな音がして、父親が「○○（女児）が動かない。息をしていない」と呼んだ。
遺体を調べた医師によれば、女児の死因は、飢餓とストレスによる病的状態に基づくショックもしくは致死性不整脈か、溺水が考えられるといい、遺体には頭から足まで全身に数十カ所のあざ（皮下出血）があった。胸の骨が折れ、髪も数カ所抜け、胃の中には食べ物がなかった。

## 事件後の動き
- 2019年2月22日、野田市は鈴木有市長と副市長、教育長の3人の給与を3ヶ月間、50%減額すると発表した[40]。3月28日、野田市と市教委は、市教委学校教育部、市児童家庭部に所属する10人と、前年度に同部所属だった2人について、懲戒処分や分限処分とした。女児の父親からの暴力を訴えたアンケート用紙のコピーを父親に渡した市教委学校教育部の次長兼指導課長は、地方公務員法と市個人情報保護条例に違反するとして今回の処分で最も重い停職6ヶ月とし、主幹に降格。コピーを渡す際に立ち会った学校教育部の主幹、課長の上司の部長ら6人は減給10分の1（3ヶ月）。残る5人は戒告処分を受けた。いずれもコピーを渡したことを知りながら、積極的に対応しなかったとしている[41][42]。
- 千葉県の第三者委員会は2019年11月25日に検証結果をまとめた。被害女児が父親から夜中に下着を下ろすなどの行為があったと一時保護中に訴え、医師がPSTD状態と診断していたにもかかわらず、柏児相が国の指針に反して判定会議を開かず、医師の診断を踏まえないまま、援助方針会議で一時保護解除を決めたと報告書は認定。「診断結果が反映されていないのは大きな問題。（女児の）安全を確保するという姿勢が弱く、所長をはじめ危機管理意識が不足していた。一時保護は解除すべきでなかった」と断じた[43]。
- 千葉県は2019年5月に児童相談所の体制強化や一時保育所の増設などを盛り込んだ「児童虐待防止緊急対策」を公表[44]。その後2026年度に児相を二つ増設するほか、中核市の船橋市と柏市も自前の児相設置を決めた。また、2022年度までの3年間で児相職員を約260人増やすとした[45]。また、この事件では県柏児童相談所が2017年12月に女児の一時保護を解除したことに批判が集中したため、千葉県は2020年4月10日に県子ども虐待対応マニュアルを改定し、援助方針を最終的に決定する「援助方針会議」の前に、必ず判定会議を開き、子どもの処遇を慎重に検討するなどとした[46]。
- 一家が2017年まで住んでいた沖縄県糸満市は2020年3月25日に市要保護児童対策地域協議会の最終報告書を公表。女児への虐待の疑いについて「事実確認ができなかった」として、野田市に伝えていなかったことを明らかにし、「妹の出生や母親の入院があったとしても、虐待の危険性を踏まえて支援や対応を検討し、転出先へケース移管する必要があった」とした[47]。
- 2022年6月8日、虐待を受けた子どもを親から引き離す「一時保護」の手続きの際に、裁判官が審査することなどを柱とする改正児童福祉法が参院本会議で可決、成立した[48]。

## その他
- 女児は4年生の10月に、4年生末時点の「自分への手紙」を学校で書いていた。それは「五年生になってもそのままのあなたでいてください。未来のあなたを見たいです。あきらめないで下さい。」との言葉で締めくくられていたが1月に死亡したため、実際に本人が受け取ることはなかった[49]。
- 女児の学校に弁護士を名乗り「父親を捕まえればいいのに、何でそれを放置してんのか」などと書かれた爆破予告の電子メールが野田市役所に届いていたことが明らかとなった[50]。
- タレントのフィフィが本事件を引き合いに「児童虐待防止法改正に反対した蓮舫議員が、今回の虐待死の件で現政権を責めることが出来るのか」と『児童福祉法の一部を改正する法律の一部改正』（2004年4月7日可決）[51]において、蓮舫議員が反対したことに疑問を呈する発言をネット上で行った[52]。この発言はネットメディア等で取り上げられ、数万件の拡散が行われた。その後、追従する形で日刊スポーツやスポーツ報知などの新聞社も発言を報じた[53]。一方で、蓮舫議員の初当選は2004年7月11日の第20回参議院議員通常選挙であり、件の法改正に関わっていないこと、『児童福祉法の一部を改正する法律の一部改正』では反対票は0であったこと等[54]、発言内容の齟齬が指摘されていた[55]。後に、蓮舫議員からも「誤解が流布されている」という指摘を受け[56]、発言内容を訂正（削除）した[57]。発言の訂正により、報道した新聞各社も併せて訂正、謝罪する事態となった[58]。